# Vacquiers
Vacquiers är en kommun i departementet Haute-Garonne i regionen Occitanien i södra Frankrike. Kommunen ligger i kantonen Fronton som tillhör arrondissementet Toulouse. År 2022 hade Vacquiers 1 440 invånare.

## Befolkningsutveckling
Antalet invånare i kommunen Vacquiers
Referens:INSEE

## Monument

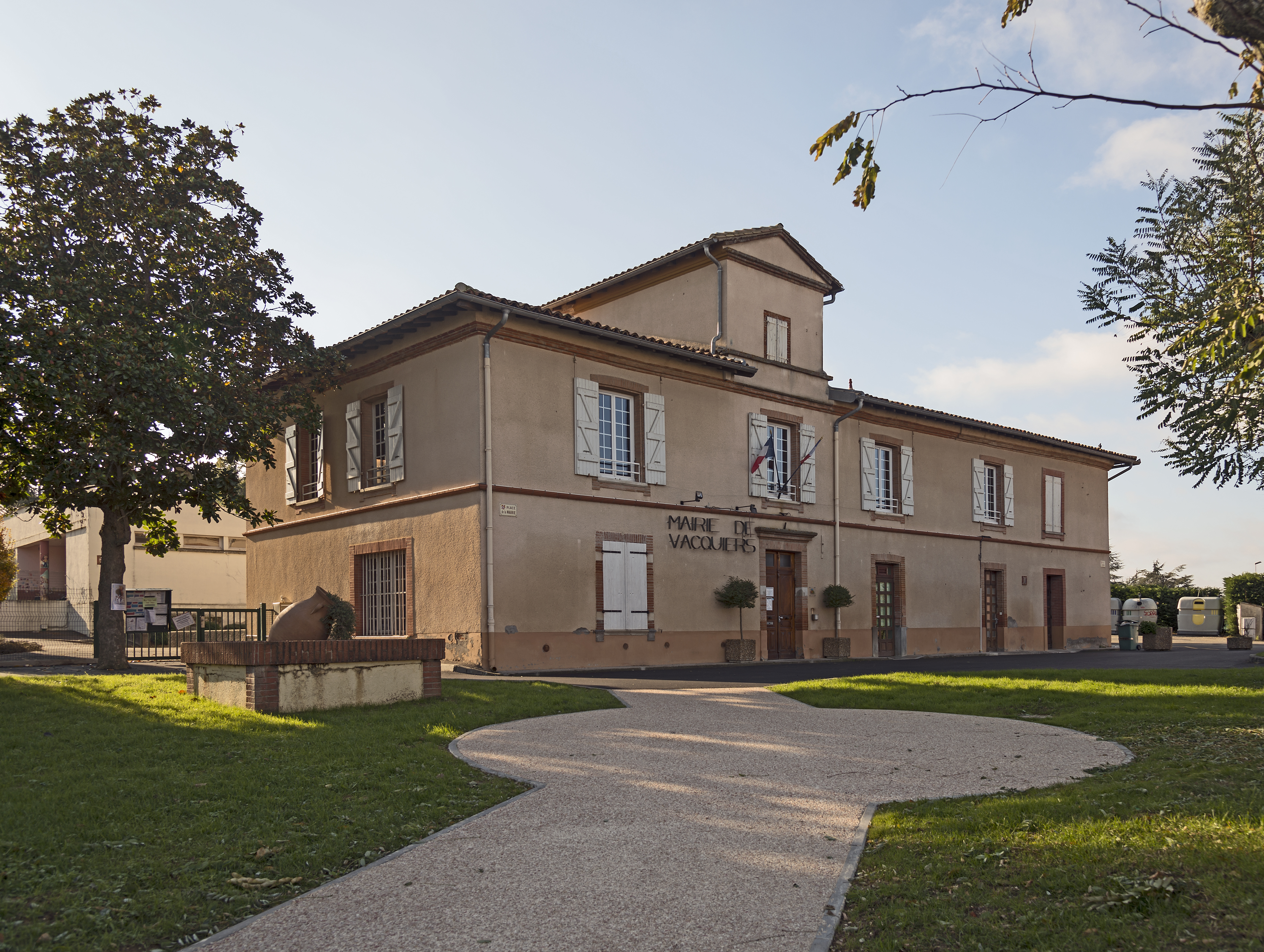
Rådhuset.
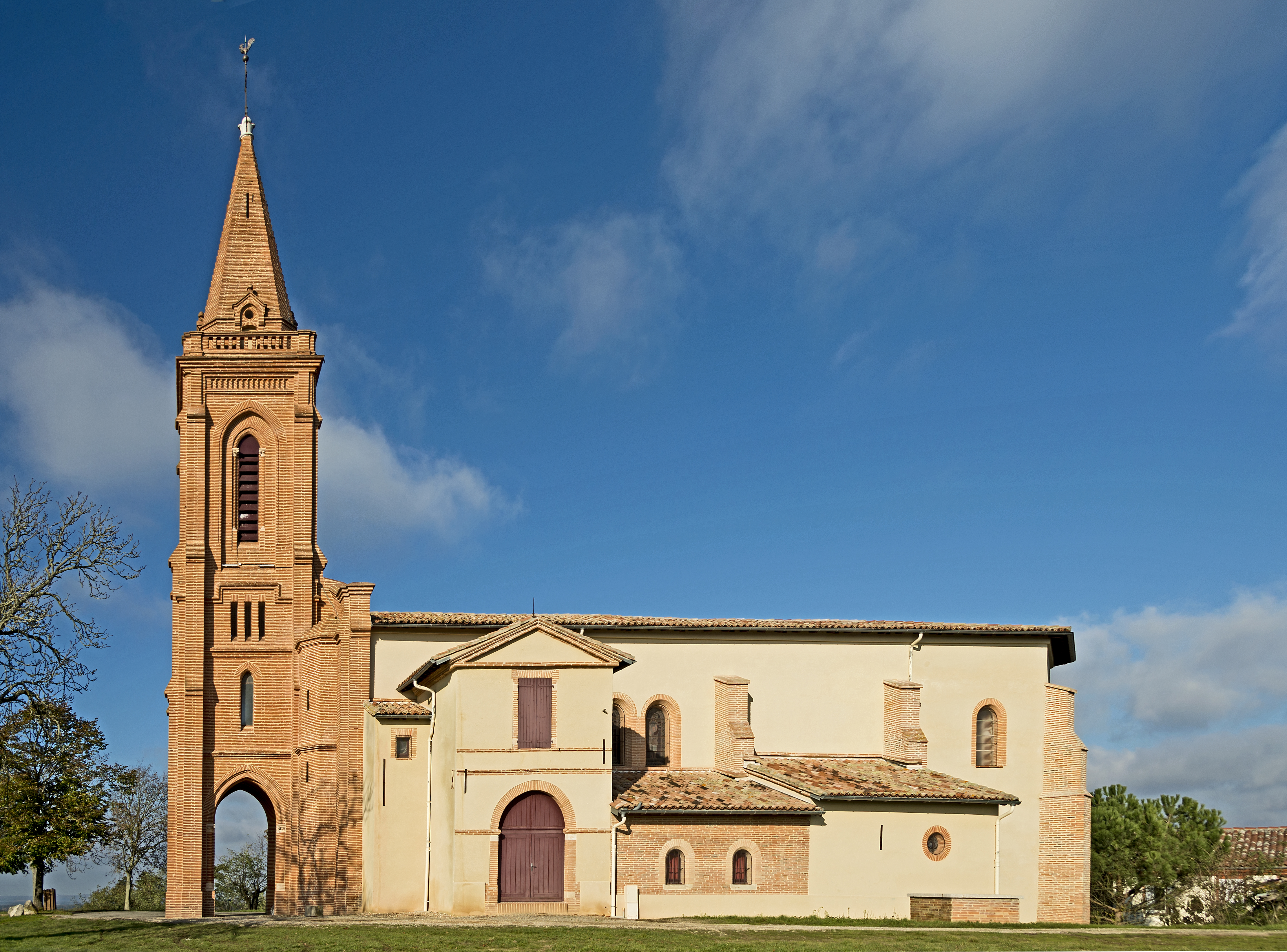
Kyrkan.
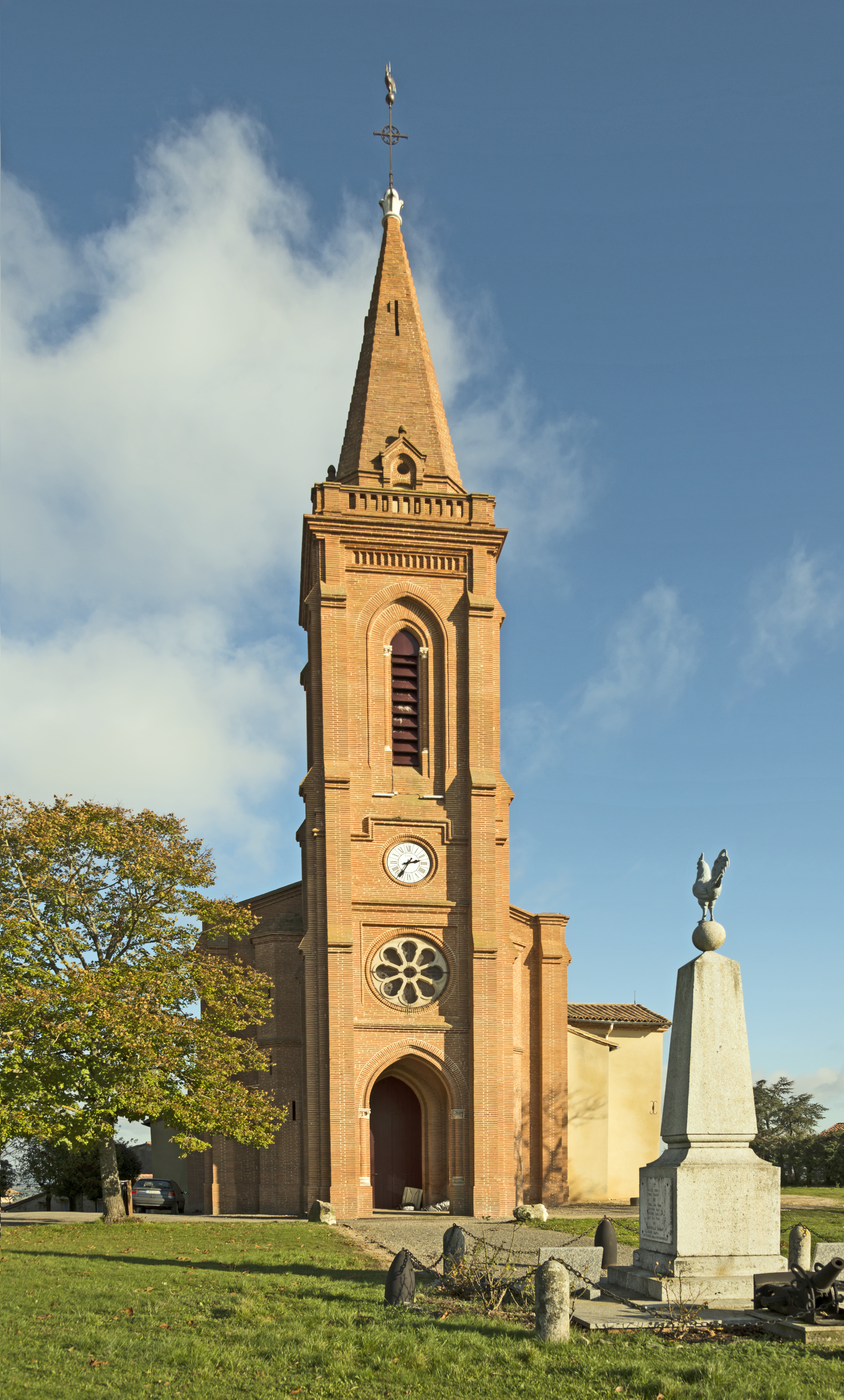